# ایپاس

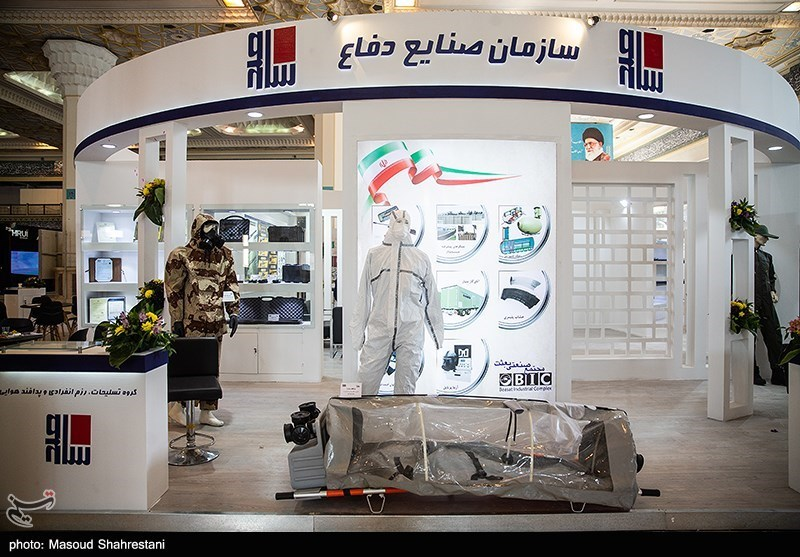

نمایشگاه پلیس یا ایپاس (به انگلیسی: IPAS)، یک نمایشگاه بین‌المللی است که تاکنون ۹ دوره از آن در خلال تابستان توسط یکی از بنیادهای فرهنگی نیروی انتظامی ایران برگزار شده است. مهم‌ترین نمایشگاه پلیس هر ساله در استان تهران برگزار می‌گردد.

## محل برگزاری در تهران

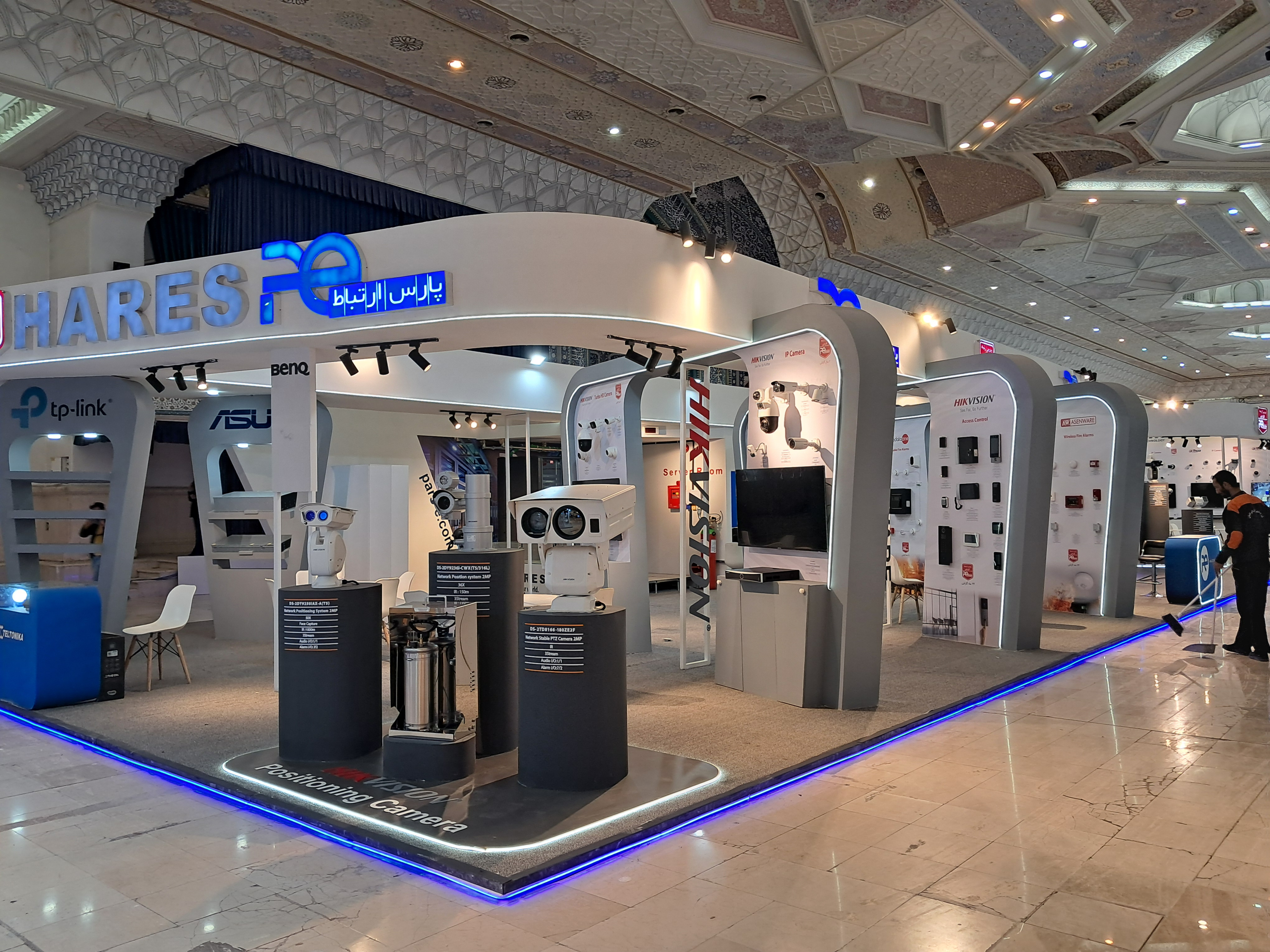
نمایشگاه ایپاس ۲۰۲۴

این نمایشگاه تا سال ۱۳۸۸ در محل دائمی نمایشگاه‌های بین‌المللی تهران برگزار گردیده است. اما با توجه به شرایط ویژه نمایشگاه بین‌المللی تهران و اخذ بهای بسیار سنگین اجارهٔ غرفه از سوی شرکت کنندگانی که اقدام به عرضه محصولات خارجی می‌نمایند، تصمیماتی مبنی بر برگزاری این نمایشگاه در محلی دیگر برای سال ۱۳۸۹ اتخاذ گردید. با تلاش‌های بنیاد تعاون ناجا، این نمایشگاه در مصلی بزرگ امام خمینی برگزار می‌گردد. با توجه به مشکلات گرمای شدید تابستان در ادوار گذشته تصمیم مبنی بر آن شد تا نمایشگاه ایپاس از سال ۱۳۸۹ در پاییز برگزار گردد.

## برگزارکننده
هماهنگ‌کننده و برگزارکنندهٔ این نمایشگاه شرکت ناجی پاس، وابسته به بنیاد تعاون نیروی انتظامی ایران است. این شرکت در سال ۱۳۸۷ به عنوان برترین برگزارکننده نمایشگاه بین‌المللی از سوی نمایشگاه تهران انتخاب گردید.

## شرکت کنندگان
در ابتدا اکثر شرکت کنندگان، نهادهای دولتی یا وابسته به دولت بودند. اما بعد از تصویب قانونی در مجلس که دولت را موظف می‌نمود برخی از اقلام مورد نیاز خود نظیر تجهیزات مربوط به انفورماتیک را از شرکت‌های خصوصی تهیه کند، اشتیاق شرکت‌های خصوصی برای حضور در این نمایشگاه از سال ۱۳۸۶ بسیار بیشتر شد تا جایی که در سال ۱۳۸۸ سهم شرکت کنندگان خصوصی این نمایشگاه به ۵۰ درصد هم رسید.

## محصولات
محصولات عرضه شده در این نمایشگاه دارای طیف وسیعی نیستند و اغلب شرکت کنندگان به نوعی همکار یا تکمیل‌کننده همدیگر محسوب می‌شوند. محصولاتی نظیر: جنگ‌افزارهای سبک و سنگین، تجهیزات کنترل ترافیک، تجهیزات امنیتی، تجهیزات حفاظت فیزیکی، وسایل نقلیه متحرک با مصرف امنیتی و امدادی و…

## بازدید کنندگان
بیشترین بازدید از سوی مدیران حراست نهادهای مهم دولتی و وابسته به دولت صورت می‌پذیرد و هر ساله شخص فرمانده کل نیروی انتظامی ایران به همراه هیئتی از سران نیروی انتظامی ایران و کشورهای همسایه ایران، این نمایشگاه را افتتاح می‌نمایند.
همچنین این نمایشگاه با استقبال نسبتاً خوب بازدید کنندگان حرفه‌ای مواجه می‌شود و از آنجایی که حق ورودی برای این نمایشگاه دریافت می‌گردد، بازدید کنندگان تفریحی به ندرت به این نمایشگاه رجوع می‌نمایند.